# Herbert Dallmann
Herbert Dallmann (* 26. April 1909 in Znin; † 13. Januar 1996 in Merseburg) war ein deutscher Mathematiker und Hochschullehrer. Er war 1954 der erste Rektor der Technischen Hochschule für Chemie in Leuna-Merseburg und Präsident der URANIA in der Deutschen Demokratischen Republik (DDR).

## Leben
Dallmann studierte von 1929 bis 1934 an den Universitäten Göttingen, Hannover und Münster in verschiedenen Fachrichtungen. In Göttingen wurde er 1929 Mitglied im Göttinger Wingolf. Ab 1934 war er Studienreferendar in Berlin, Schwiebus und Wismar. Zum 1. Mai 1933 trat er in die NSDAP ein (Mitgliedsnummer 2.159.713). Dallmann war Mitglied des Nationalsozialistischen Lehrerbundes.
1940 wurde Dallmann bei Richard Baldus (und Frank Löbell) an der TU München mit einer Arbeit aus dem Bereich Geometrie unter dem Titel „Abbildung des hyperbolischen Raumes in der Euklidischen Ebene“ promoviert und wurde Dozent für Mathematik an der Ingenieurschule Wismar. Noch 1940 wurde er in die deutsche Wehrmacht eingezogen und kämpfte im Zweiten Weltkrieg bis Kriegsende 1945.
1946 nahm Dallmann seine Lehrtätigkeit wieder auf, 1950 trat er in die Sozialistische Einheitspartei Deutschlands (SED) ein und war von 1951 bis 1952 Direktor der Ingenieurschule Wismar. Von 1952 bis 1954 war Dallmann als Professor an der Pädagogischen Hochschule in Potsdam tätig.
Im Jahre 1954 wurde Dallmann dann Professor mit Lehrstuhl für höhere Mathematik, Direktor des gleichnamigen Instituts und zugleich Gründungsrektor der Technischen Hochschule für Chemie Leuna-Merseburg (THLM). Sein Nachfolger im Amt wurde 1955 Eberhard Leibnitz.
Nach der Dritten Hochschulreform in der DDR von 1968 war Dallmann Stellvertretender Direktor der Sektion Mathematik, Kybernetik, Datenverarbeitung der THLM.
1954 war Dallmann Mitbegründer, Mitglied des Präsidiums und Vorsitzender der Bezirksorganisation Halle (Saale) der Gesellschaft zur Verbreitung wissenschaftlicher Kenntnisse und 1962 bis 1971, als Nachfolger von Werner Rothmaler, Präsident der daraus hervorgegangenen URANIA.
Dallmann ist Autor diverser mathematischer Publikationen und verschiedener Lehrbücher.

## Ehrungen
- 1959, 1964 und 1988[4] Vaterländischer Verdienstorden (DDR)